# Wassertheurerberg
Wassertheurerberg je naselje občine Cirkno v okraju Šmohor na Koroškem v Avstriji.